# Ludmiła Rubleuska
Ludmiła Iwanauna Rubleuska, po mężu Sznip (ur. 5 lipca 1965 w Mińsku) – białoruska poetka, pisarka i krytyk literacka.

## Życiorys
Urodziła się 5 lipca 1965 roku w Mińsku. W 1984 roku ukończyła tamże technikum architektoniczno-budowlane. Po ukończeniu szkoły pracowała w biurze projektowym. Równocześnie zaczęła publikować wiersze w czasopismach. W 1986 rozpoczęła studia w Instytucie Literackim im. Gorkiego w Moskwie, skąd wróciła rok później z mężem, poetą Wiktarem Sznipem. Studia ukończyła w 1994 roku na wydziale filologicznym Białoruskiego Uniwersytetu Państwowego. Pracowała w gazecie „Nasze słowo”, czasopiśmie "Pierszacwiet" i tygodniku „Literatura i sztuka”. Od 1996 roku pracowała w dziale krytyki, a od 2002 roku pracuje jako redaktor tygodnika literackiego „Litaratura i mastactwa”. Pisze felietony do pisma „Sowietskaja Biełorussija”. Należy do Związku Pisarzy Białoruskich i od 1990 roku do Związku Literatów.

## Twórczość
poezja:
- zbiór wierszy Kroki na starych leswicach (1990),
- Adukacyja (1990)
- Zamak miesiacznaha siajwa

proza:
- Dzieci Hamunkułusa (2000)
- Serca marmurowaha anioła (2001)
- Piarscionak aposzniaha impieratara (2002)
- Noczy na Plabanskich Młynach (2007)
- Zabić niahodnika, albo Hulnia u Albaruteniju (2007)
- Sutarenni Romuła (2010)
- Awantury studyjozusa Wyrwicza (2014)[3]

dla dzieci:
- Pryhody myszki Pik-Pik (2000)

## Nagrody
- w 2017 roku laureatka 2 miejsca nagrody literackiej imienia Jerzego Giedroycia za powieść Dahieratyp